# 新岩信号场
新岩信號場是位于韓國慶尚北道金泉市鳳山面新岩里的一個號誌站，屬於京釜線。

## 歷史
- 1937年8月4日，落成使用[1]。

## 車站周邊
- 直指寺川
- 太和初等學校

## 邻近车站
韓國鐵道公社
京釜線
秋風嶺站 - 新岩信號場 - 直指寺站